# Futbol a Eswatini
El futbol és l'esport més popular a Eswatini. És dirigit per l'Associació de Futbol d'Eswatini.

## Competicions
- Lligues:
  - Premier eague
- Copes:
  - Copa swazi de futbol
  - Supercopa swazi de futbol

## Principals clubs
Clubs amb més títols nacionals a 2020.
- Mbabane Highlanders FC
- Mbabane Swallows FC
- Royal Leopards FC
- Manzini Wanderers FC
- Eleven Men in Flight FC
- Denver Sundowns FC
- Young Buffaloes FC
- Green Mamba FC

## Principals estadis
Font:
| # | Estadi                   | Capacitat | Ciutat  |
| - | ------------------------ | --------- | ------- |
| 1 | Estadi Nacional Somhlolo | 20.000    | Lobamba |